# Orient-Strohblume
Die Orient-Strohblume (Helichrysum orientale) ist eine Pflanzenart aus der Familie der Korbblütler (Asteraceae).

## Beschreibung
Die Orient-Strohblume ist ein immergrüner Halbstrauch oder Zwergstrauch, der Wuchshöhen von 10 bis 60 Zentimeter erreicht. Der Stängel ist dicht buschig, nicht drüsig und besitzt rosettenförmige Kurztriebe. Die Blätter messen 25 bis 65 × 2 bis 14 Millimeter und sind länglich bis verkehrt-lanzettlich. Ober- und Unterseite sind dicht wollig behaart. Die Hülle ist 7–10 Millimeter breit und halbkugelig. Die Hüllblätter sind stumpf, kahl, stehen locker dachziegelartig und sind leuchtend gelb gefärbt, seltener goldgelb. Die Früchte sind kahl.
Die Blütezeit reicht von August bis September.
Die Chromosomenzahl beträgt 2n = 28.

## Vorkommen
Die Orient-Strohblume kommt auf den griechischen Inseln sowie in der West- und Südwest-Türkei vor. Sie kommt in Frankreich sowie auf Gran Canaria und Lanzarote eingebürgert vor. Sie wächst auf Kalkklippen, in Macchien und Kiefernwäldern auf Serpentin bis in die unterste Bergstufe.

## Nutzung
Die Orient-Strohblume wird selten als Zierpflanze für Trockenmauern genutzt.